# Saint-Étienne-de-Vicq
 Saint-Étienne-de-Vicq  là một xã ở tỉnh Allier thuộc miền trung nước Pháp.